# Désespérément l'été dernier
Pour plus de détails, voir Fiche technique et Distribution.
Désespérément l'été dernier (Disperatamente l'estate scorsa) est un drame sentimental italien réalisé par Silvio Amadio et sorti en 1970.

## Fiche technique
- Titre français : Désespérément l'été dernier[1]
- Titre original italien : Disperatamente l'estate scorsa[2]
- Réalisateur : Silvio Amadio
- Scénario : Silvio Amadio, Roberto Natale
- Photographie : Joe D'Amato
- Montage : Maurizio Mangosi
- Musique : Riz Ortolani
- Décors : Antonio Visone (it)
- Production : Gino Mordini
- Société de production : Claudia Cinematografica
- Pays de production :  Italie
- Langue originale : italien
- Format : Couleurs par Eastmancolor
- Durée : 92 minutes
- Genre : drame sentimental
- Dates de sortie :
  - Italie : 21 mars 1970
  - France : 1973

## Distribution
- Paola Pitagora : Lisa
- Nino Segurini : Alessandro
- Antonio Gana : Maurizio
- Umi Raho :
- Loris Bazzocchi :
- Flavio Sorrentino :
- Léa Nanni :
- Mirella Pamphili :
- Bert Raho :
- Antonio Amadio :